# Pachyrhizus
Pachyrhizus — рід підродини метеликові (Faboideae). До нього належать кілька видів тропічних і субтропічних рослин, які вирощують заради їстівного кореневища.

## Список видів
- Ям бін, або хікама (Pachyrhizus erosus).
- Амазонський ям бін, або гойтеньо (Pachyrhizus tuberosus).
- Андський ям бін, або ахіпа (Pachyrhizus ahipa).
- Pachyrhizus ferrugineus
- Pachyrhizus panamensis